# John Tavener
John Tavener (28. ledna 1944, Londýn – 12. listopadu 2013, Child Okeford) byl britský hudební skladatel, představitel směru duchovního minimalismu.

## Činnost
Studoval na londýnské Highgate School a Královské hudební akademii, obor orchestrální klavír. Později se zaměřil na skladbu a studoval práce Olivera Messiaena, Pierra Bouleze a György Ligetiho.
V 60. letech působil jako varhaník a sbormistr presbyteriánského kostela sv. Jana v Kensingtonu. Na pozadí viktoriánských duchovních hymnů se věnuje hudebním inovacím a jeho tehdejší tvorba se značně liší od pozdějšího návratu ke zdrojům liturgické hudby.
Vrcholnou skladbou tohoto období je kantáta The Whale (1968), která se stala styčným bodem mezi klasickou hudbou a vlnou populární hudby konce 60. let. Tavener zkombinoval magnetofonové nahrávky, elektrifikované bicí nástroje a sbor používající megafon. John Lennon prosadil vydání The Whale na LP desce spolu s dalšími Tavenerovými skladbami (Celtic Requiem, Coplas, Nomine Jesu, 1968) na nově vznikající hudební značce Apple Records.
V roce 1977 Tavener přijal pravoslaví a jeho následná tvorba odráží kontemplativní funkci hudby v byzantské liturgii. Podobně jako ikony se zde hudba (především vokální) považuje za theofanii – božské zjevení. Odmítnutí západní hudby jako egocentrické a příliš materialistické vede Tavenera k výběru témat z duchovních dějin východu jako je Liturgie sv. Jana Zlatoústého (The Liturgy of St. John Chrysostom, 1978) nebo tradiční pohřební obřad Panychida (Panikhida, 1986).
Osmitónový byzantský kánon použil například v Rekviem za Annu Achmatovovou (Akhmatova Requiem, 1980), jehož londýnská premiéra neunikla pozornosti sovětské KGB[zdroj?]. Podobně jako poezie této ruské disidentky zaznívá v oratoriu Akathist of Thanksgiving (1987) poéma pravoslavného duchovního, který v roce 1940 zemřel v sibiřském gulagu. Extatický chorál Song For Athene (1988) zazněl na pohřbu princezny Diany. Zkušenost s mystikou jej přivedla ke zhudebnění poezie Williama Blakea (Eterinity's Sunrise, 1997).
Tavenerův zájem se v současnosti neomezuje jen na pravoslaví. Inspiraci hledá například v súfismu (islámské mystice), v indických posvátných textech nebo v poezii švédského metafyzika Fritjofa Schuona (1907-1998).
Ačkoliv podle jeho vlastních slov se hudba 20. století vyznačuje nedostatkem duchovnosti, sám přiznává, že nalezl inspirační zdroj v náboženském prožitku z kompozic Antona Weberna. V soudobé hudbě bývá řazen po bok Arvo Pärta nebo Henryka Góreckého.
V roce 2000 byl za svůj přínos hudbě povýšen do šlechtického stavu.